# Dotační kauza Českého tenisového svazu
Dotační kauza Českého tenisového svazu je aféra týkající se nakládání s dotacemi v Českém tenisovém svazu. Podezření na nekalé využívání dotací poprvé uveřejnil Český rozhlas Radiožurnál v roce 2022. V únoru 2024 kauza vyústila v zásah Národní centrály proti organizovanému zločinu na štvanickém ústředí tenisového svazu a na dalších místech včetně několika měst, kde měly sídlo sportovní kluby a svazy.
V únoru 2024 bylo nejdříve obviněno pět fyzických a pět právnických osob včetně prezidenta svazu Iva Kaderky, člena dozorčí rady svazu Vojtěcha Flégla a bývalého tenisového reprezentanta Daniela Vacka. Ve věci právní kvalifikace jim bylo sděleno obvinění z dotačního podvodu a ze zjednání výhody při zadání veřejné zakázky. Výše škody byla původně vyčíslena na cca 14,5 milionu korun. Po prověření hospodaření svazu až do roku 2017 byla výše škody v říjnu 2024 navýšena na přibližně 52 milionů korun za období 2017–2023 a nově vznesena obvinění dalších tří právnických a jedné fyzické osoby.

## Nakládání s dotacemi tenisovým svazem

### Rozdělování prostředků od Českého olympijského výboru

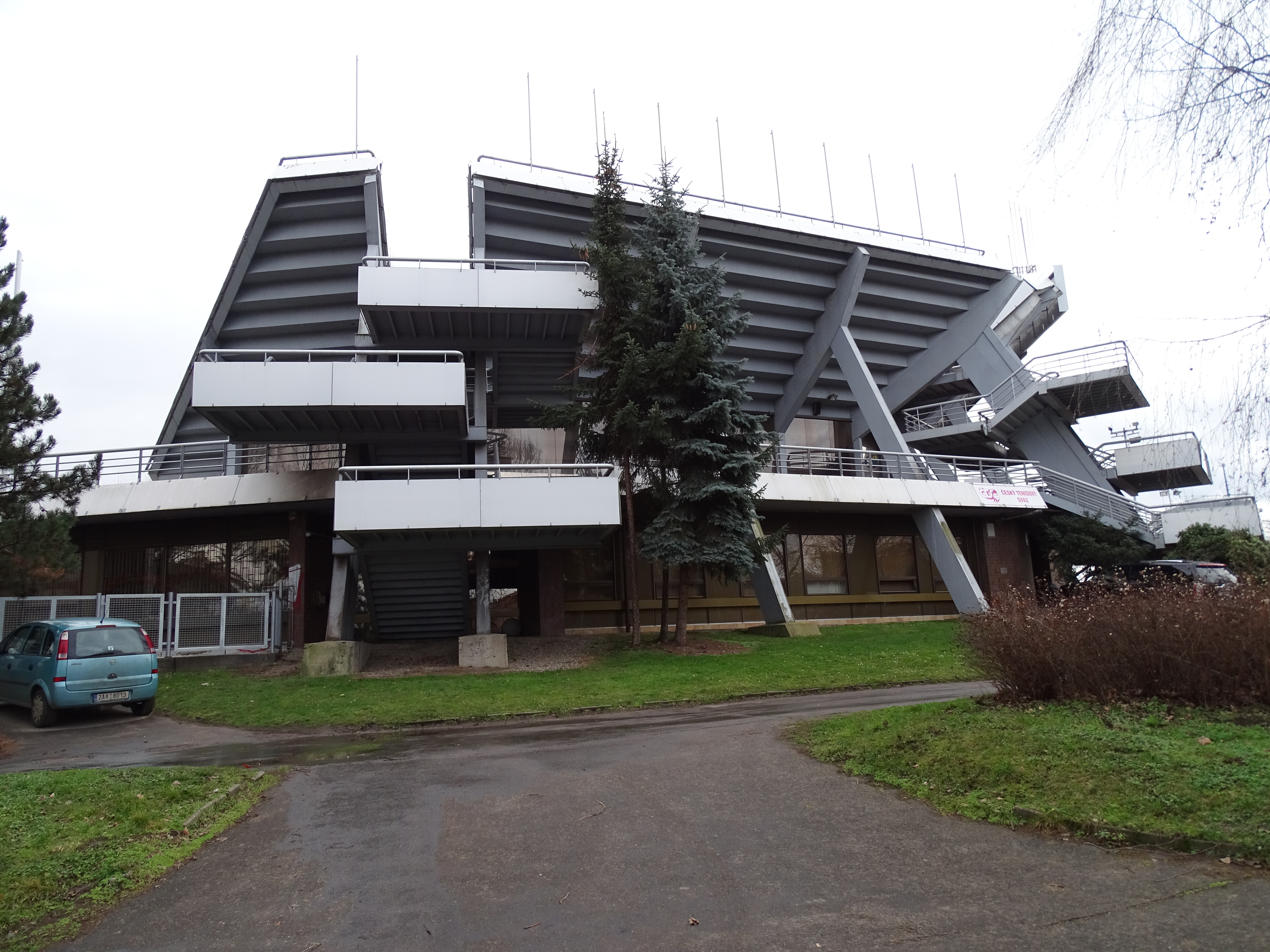
Tenisový areál Štvanice, sídlo Českého tenisového svazu

Portál iROZHLAS v srpnu 2022 upozornil na podezřelé přerozdělování finančních prostředků Českým tenisovém svazem, které plynuly z loterijních společností ve formě daně. Český olympijský výbor je následně distribuoval sportovním svazům, které je měly podle zákona použít výlučně na aktivity mládeže. Vedení tenisového svazu však neuvedlo podle jakého klíče v letech 2014–2017 nasměrovalo přibližně 44 milionů korun pouze do několika klubů, jejichž představitelé působili ve svazovém vedení či k němu měli úzké vztahy. Z celkového počtu téměř dvanácti set tenisových oddílů byla finanční podpora každoročně poskytnuta pouze asi dvaceti z nich, v nejvyšší míře klubům TK Agrofert Prostějov, TK Neridé, TK Precheza Přerov, I. ČLTK Praha a TK Sparta Praha.

### Prověřování vládní dotace na finále Billie Jean King Cupu
Na pořádání úvodního ročníku listopadového finálového turnaje Billie Jean King Cupu 2021, který se konal v pražské O2 areně, česká vláda uvolnila 65 milionů korun. Národní sportovní agentura následně prověřovala účelnost využití částky Českým tenisovým svazem, jejíž část směřovala k osobám z vedení svazu či na ně napojeným.
Sabina Kaderková, dcera svazového prezidenta, získala 90 tisíc korun za pořádání tréninků. Viceprezidentovi svazu Martinu Hynkovi svaz uhradil 130 tisíc korun za „zajištění ticketingu“ a členu výkonného výboru svazu Pavlu Saicovi 150 tisíc korun za „organizační služby“. Společnost Umpire Club Restaurant člena dozorčí rady Vojtěcha Flégla od svazu inkasovala 470 tisíc korun za „zajištění stravování organizačního týmu v září a říjnu 2021“, a další dvě Fléglovy firmy Smart Deal a Vista Sport získaly 1 225 000 korun. Čtvrt milionu korun obdržela společnost Star za účetnictví. Šéfkou představenstva v ní byla Hana Baierová, zároveň finanční ředitelka tenisového svazu, která pro něj také vládní dotaci  původně vyúčtovala. Za merchandising obdržela 90 tisíc korun Petra Bakajsová (později Čípková), kapitánka basketbalistek družstva Slavia Praha, v němž působila manželka a v minulosti také dcera prezidenta svazu Kaderky.

### Rozdělování dotací od Národní sportovní agentury
V květnu 2023 pokračoval server iROZHLAS dalším článkem ze série mapující dotační toky a nakládání se státními prostředky ze strany vedení Českého tenisového svazu (ČTS). Český rozhlas Radiožurnál rozklíčoval rok 2021, kdy svaz inkasoval téměř 142 milionů korun od Národní sportovní agentury, která daný rok distribuci dotací jednotlivým svazům převzala od ministerstva školství. Necelá třetina této částky – 42,7 milionu, směřovala spolku Orel jednota Praha – Balkán na organizování turnajů, fakticky z vůle prezidenta Iva Kaderky. Starostou tohoto pobočného spolku Orla, se sídlem na Na Balkáně v Praze, byl Vojtěch Flégl, klíčový Kaderkův spolupracovník, člen dozorčí rady ČTS i člen Rady ČTS. Ve vedení spolku působili i jeho rodinní příslušníci. Celkovou sumu měl přitom svaz využít k organizování akcí napříč tenisovými oddíly, jichž bylo více než 1,1 tisíce, k financování reprezentačních celků a na rozvoj mládeže. Minimálně od roku 2018 získával Fléglův Orel každoročně prostředky mezi 22 a 43 miliony korun. V roce 2022 se jednalo o 35,5 milionu.

#### Žádost o vrácení části dotací
V březnu 2024 Národní sportovní agentura (NSA) na základě provedené kontroly odeslala tenisovému svazu výzvu k vrácení části dotace za rok 2021 ve výši 29,7 milionů Kč. Kontroloři zjistili, že svaz např. dotace určené na reprezentaci použil na organizaci turnajů v rozporu s dotačními pravidly. Svaz potvrdil, že výzvu obdržel a akceptoval ji s tím, že situaci začali analyzovat právníci a auditoři. Na vrácení dotace měl 30 dní, s uplynutím lhůty okolo poloviny dubna 2024. Podle zdroje Radiožurnálu, v osobě nejmenovaného člena vedení ČTS, svaz v daném období disponoval částkou cca 2,7 milionu korun. V případě nevrácení NSA avizovala vymáhání pohledávky prostřednictvím finančního úřadu.

## Policejní zásah
Národní centrála proti organizovanému zločinu uskutečnila 27. února 2024 zásah v sídlech Českého tenisového svazu na Štvanici, Národní sportovní agentury a ve střešovické budově Svazu lyžařů ČR, kde prověřovala dotaci určenou na závod Světového poháru v alpském lyžování 2022/2023 ve Špindlerově Mlýnu. Razie proběhla i v dalších městech, kde sídlily sportovní kluby a svazy. Vrchní státní zastupitelství v Praze obvinilo pět fyzických a pět právnických osob z dotačního podvodu, s trestní sazbou pěti až deseti let vězení, a ze zjednání výhody při zadání veřejné zakázky se sazbou dvou až osmi let. Na prezidenta svazu Iva Kaderku, zadrženého doma, a člena dozorčí rady svazu Vojtěcha Flégla, byla uvalena koluzní vazba, když Obvodní soud pro Prahu 7 vyhověl návrhu dozorujícího státního zástupce Ondřeje Trčky. Po třech měsících byli oba propuštěni v květnu 2024.

## Obvinění

### Fyzické osoby
- Ivo Kaderka – prezident Českého tenisového svazu, obviněn z dotačního podvodu ve spolupachatelství a ze zjednání výhody při zadání veřejné zakázky, při veřejné soutěži a veřejné dražbě,
- Vojtěch Flégl – člen dozorčí rady a Rady ČTS, starosta pobočného spolku Orel jednota Praha – Balkán a bývalý profesionální tenista, obviněn v téže kvalifikaci jako Kaderka,
- Hana Baierová – finanční ředitelka ČTS a účetní, obviněna z dotačního podvodu ve spolupachatelství a ze zjednání výhody při zadání veřejné zakázky ve formě pomoci,
- Jakub Fastr – generální sekretář ČTS, obviněn ze zjednání výhody při zadání veřejné zakázky ve formě pomoci,
- Daniel Vacek – bývalý profesionální tenista a trenér, obviněn z dotačního podvodu ve spolupachatelství,[8][17]
- jedna fyzická osoba – obviněna v říjnu 2024 po prověrce hospodaření svazu až do roku 2017.[4][5]

### Právnické osoby
Pět právnických osob bylo obviněno z dotačního podvodu:
- Sofos s.r.o. – společnost vlastněná Klárou Vackovou, manželkou Daniela Vacka, který za firmu fakticky vystupoval; podle policie vystavila v letech 2021 a 2022 třicet šest fiktivních faktur za „organizaci a zajištění“ turnajů ve výši téměř 4,8 milionu korun, které směřovaly „na jiný než určený účel“,
- Český tenis s.r.o. – společnost vlastněná Vojtěchem Fléglem; podle policie za firmu fakturoval předražené částky za pronájem dvorců na sedmi turnajích, ve výši více než jednoho milionu korun použitých na jiný účel,
- Envibal s.r.o. – jako jednatelka uvedená Veronika Fléglová, za společnost ovšem vystupoval její manžel Vojtěch Flégl; podle policie Fléglová jako lékařka podepsala dvacet šest fiktivních faktur za zajištění lékařské péče na turnajích a na sportovní akademii, ve výši více než 1,1 milionu korun použitých na jiný než určený účel; lékařskou praxi přitom nevykonávala,
- Smart Deal a.s. – společnost vlastněná Vojtěchem Fléglem, vystavila třicet dva nadhodnocených nebo fiktivních faktur na dopravu osob v rámci turnajů, ve výši téměř 4,2 milionu korun použitých na jiný účel,
- Umpire Club Restaurant s.r.o. – společnost vlastněná Vojtěchem Fléglem, vystavila patnáct fiktivních faktur za stravování, trenéry, rozhodčí, sběrače a organizační výbor tenisových turnajů, ve výši více než 2 miliony korun použité na jiný účel.
- tři právnické osoby – obviněny v říjnu 2024 po prověrce hospodaření svazu až do roku 2017.[4][5]

## Kaderkovo vedení svazu a majetkové poměry

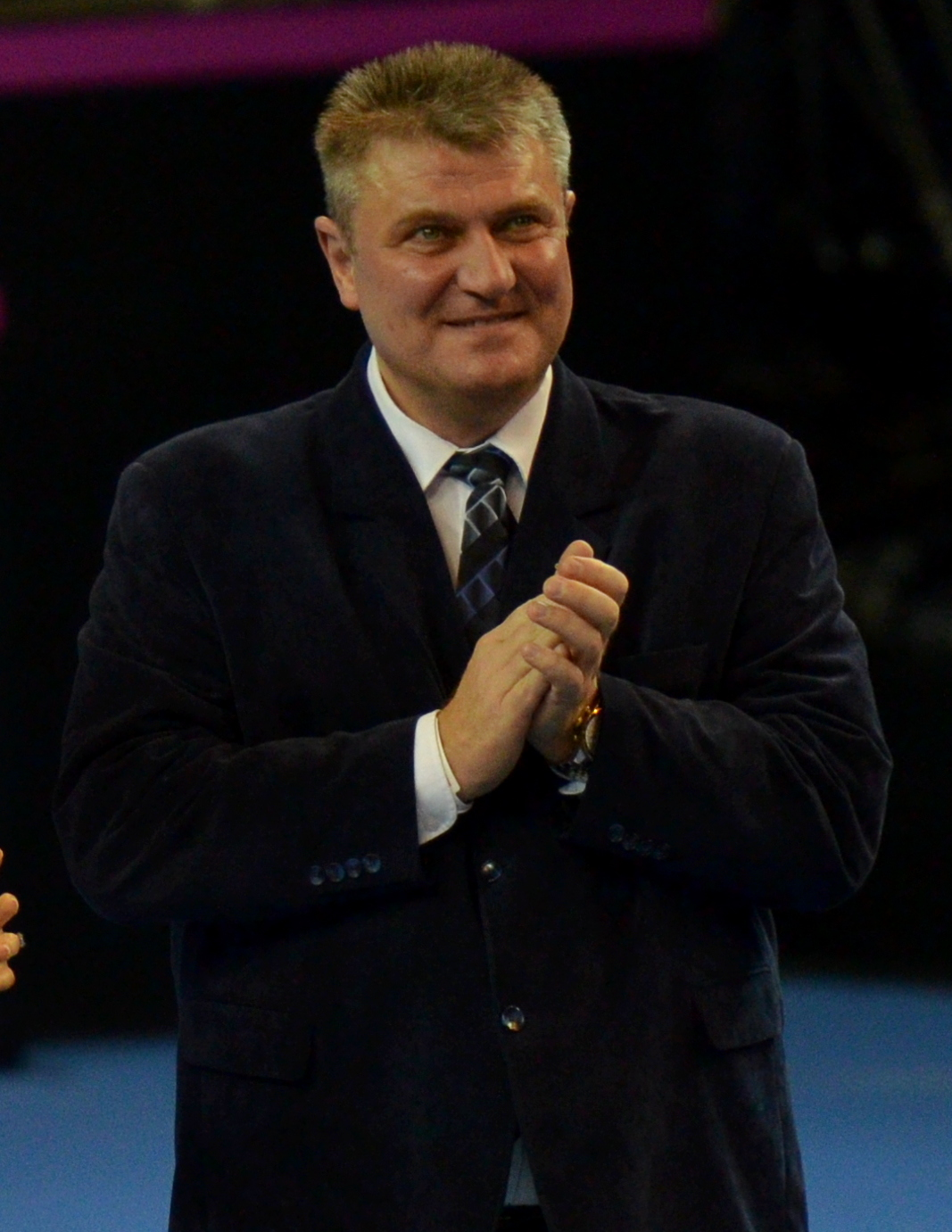
Ivo Kaderka, 2016

Podle policejního usnesení o zahájení trestního stíhání byl hlavní postavou systému distribuce dotací prezident tenisového svazu Ivo Kaderka, který mocensky ovládl svaz, autoritativně rozhodoval bez opozice a provázela jej řada kontroverzí. Podle Václava Dolejšího ze zpravodajského webu Seznam Zprávy Kaderka vystupoval fakticky jako „car“, jenž se cítil být nedotknutelný. Během let nechal pozvolně upravovat svazové stanovy, s cílem zajistit si neodvolatelnost. Finanční prostředky rozděloval, jakoby byly jeho vlastní, loajálním stoupencům a naopak penalizoval oponenty.

### Majetkové poměry
V roce 1997 Ivo Kaderka zřídil společnost Game-Management-Consulting, která později začala provozovat Sportovní areál Rokytka v Praze 9 a ovládat ženský basketbalový klub BLK Slavia Praha. Generální manažerkou klubu se stala jeho druhá manželka, Darina Kaderková. Basketbalistky uzavíraly smlouvy s touto firmou. Po manželově obvinění Kaderková sdělila, že klub ztratil schopnost dále vyplácet mzdy. Jednou ze zvažovaných možností měl být odprodej licence slávistického klubu, jemuž v dané chvíli patřila čtvrtá příčka v nejvyšší české lize.
Prostřednictvím Game-Management-Consulting prezident svazu také vlastnil nemovitosti jako semilský pozemek či památkově chráněnou bývalou záložnu v Pecce. Kaderka se stal i jednatelem marketingové společnosti tenisového svazu Česká tenisová obchodní společnost a jako místopředseda ČUS byl delegován do pozice místopředsedy představenstva společnosti Skiareál Špindlerův Mlýn, podílející se na podnikání ve Špindlerově Mlýnu.
Podezření vzbudilo Kaderkovo převedení téměř celého nemovitého majetku, v hodnotě vyšších desítek milionů korun na Darinu Kaderkovou, a to formou darovací smlouvy z ledna 2023. Manželka se mezi roky 2017–2023 také stala majitelkou tři nemovitostí v úhrnné kupní ceně přibližně sedmi milionů korun. Kaderka uváděl, že od svazu roky nepobíral žádnou mzdu. Nebylo tak zjevné, odkud čerpal hotovost v řádu tisíců korun na každodenní vyplácení dělníků na firemní stavbě a na každotýdenní úhradu desítek tisíc korun muži na naftu.

### Spory s oponenty
Svazový prezident z let 1994–1998 Jan Kodeš obvinil Kaderku z očerňující kampaně proti němu, která vedla ke zvolení jeho oponenta. Následně s ním přestal komunikovat. Konflikt s Kaderkou měla Martina Navrátilová. Na jeho adresu se vyjádřila ve Wimbledonu 2006: „Je hulvát a žárlivý muž. V životě se s ním nebudu bavit,“ v reakci na prohlášení svazového prezidenta, že Prague Open v dané sezóně hrála jen pro peníze. Když Východočeský tenisový svaz, jako jeden z oblastních svazů, podpořil na prezidenta europoslance Edvarda Kožušníka, docílil Kaderka v březnu 2010 jeho náhrady za jemu poslušný Východočeský oblastní tenisový svaz. Spor s Kaderkou vedl tenista Lukáš Rosol, který se soudil se svazem o náhradu, která mu měla být upřena kvůli vyloučení z daviscupového týmu pro finále 2021 v Innsbrucku. Pražský obvodní soud však žalobu zamítl v říjnu 2023. Rosola se zastal tenista Marek Gengel. Po kritice Kaderkova vedení svazu musel v roce 2022 opustit Fléglův domovský klub TJ Spoje Praha. Následně byl, podle vlastního vyjádření, dva a půl roku odmítán známými oddíly, přestože o něj původně projevily zájem.

## Akce Krunýř – mechanizmus systému kauzy
Mechanizmus rozdělování dotací měl spočívat ve finančním toku od Českého tenisového svazu k Fléglovu spolku Orla Balkán, který zaštiťoval organizaci turnajů. Spolek následně zadával zakázky společnostem vlastněným samotným Fléglem a jeho manželkou. Finanční plnění za stravování, dopravu či lékařskou péči mělo být nadhodnocené a řada služeb vymyšlená, vůbec nerealizovaná. Národní centrála proti organizovanému zločinu nařkla Iva Kaderku z použití nezákonných metod včetně padělání, jimiž se snažil udržet systém pořadatelství tenisových akcí prostřednictvím spolku Orel Balkán. Finanční ředitelka svazu, účetní Hana Baierová, která řídila výplatu prostředků Fléglovým společnostem, kryla podle policie machinace před finanční kontrolou úřadů, jakým byla např. Národní sportovní agentura. Stejně jako prezident svazu se měla dopouštět padělání, i se zapojením rodinných příslušníků.
Z policejních odposlechů v rámci dotační kauzy vyplynulo, že si účastníci schůzek kolem Kaderky a Flégla uvědomovali riziko prozrazení a proto konspirovali. Svazový prezident Kaderka 3. dubna 2023 projekt na obranu pozic skupiny nazval akcí Krunýř. Při dohadování nad platbami faktur, a diskusi o citlivých záležitostech, začali její členové využívat šepotu či psaní vzkazů na papírky. Odposlechy zaznamenaly i sdělení: „Uděláme to tak, že to nikdo nepozná“. Účelové doplnění smluv mezi svazem a spolkem Orel Balkán mělo vést k silnějšímu zabezpečení.

## Reakce na obvinění

### Změny v tenisovém svazu a mimořádná valná hromada
V reakci na obvinění prezidenta Iva Kaderky a dalších představitelů svazu, zasedl 1. března 2024 výkonný výbor Českého tenisového svazu. Dočasným vedením pověřil sportovního ředitele Jana Stočese, zastávajícího funkci od roku 2020, který vyjádřil potřebu transparentního financování a hladkého zvládnutí pořadatelství turnajů. Stočes sdělil, že o možných dotačních machinacích uvnitř svazu nevěděl. V březnu 2024 pozastavil generální partnerství se svazem hlavní podporovatel, středoevropský poskytovatel zdravotní péče Agel podnikatele Tomáše Chrenka. Spolupráci obnovil v červnu 2024 po mimořádné valné hromadě ČTS.
Ivo Kaderka zastával, v době sdělení obvinění, také funkci prezidenta evropské federace Tennis Europe. Do jejího čela byl poprvé zvolen v roce 2020, s uplynutím probíhajícího mandátu roku 2024. V reakci na dotační kauzu jej na začátku března 2024 ve vedení dočasně nahradil svazový viceprezident Giorgio Di Palermo z Itálie.
Na 7. června 2024 byla svolána mimořádná valná hromada tenisového svazu, s plánovanou úpravou stanov a řešením personálií, včetně možného odvolání prezidenta Kaderky. Ten po zatčení přímo rezignovat odmítl.  Otázka odvolání obviněného předsedy dozorčí rady Vojtěcha Flégla byla ponechána v gesci Rady ČTS. Mimořádná valná hromada trvala hodinu. Přestože na ni Kaderka zaslal rezignační dopis, valná hromada jej odvolala většinou 112 ze 117 delegátů. Člen dozorčí rady Vojtěch Flégl rezignoval již před jejím zahájením. Přijaty byly nové stanovy, které zřídily tříčlenné předsednictvo namísto jednoho statutárního zástupce. Prezidentem byl zvolen předseda dozorčí rady TK Sparta Praha Jakub Kotrba, společník a jednatel advokátní kanceláře Chrenek, Toman, Kotrba. Členy tříčlenného předsednictva se spolu s předsedou stali 1. místopředseda Petr Pála a 2. místopředseda Martin Hynek. Předsedou dozorčí rady svazu byl zvolen Tomáš Brabenec z poradenské společnosti Grant Thorton, která se stala zástupcem svazu v jednáních o jeho pohledávce vůči finančnímu úřadu.

### Zrušení mezinárodních turnajů v Česku
Po uvalení vazby na prezidenta svazu Kaderku a absenci finančních prostředků ve svazové pokladně, včetně neschopnosti svazu vrátit Národní sportovní agentuře téměř 30 milionů korun za rok 2021, došlo ke zrušení pražského challengeru Sparta Prague Open, jarních turnajů okruhu ITF 2024 v Mostě či Jablonci nad Nisou, rovněž tak žákovské události Tennis Europe U14. Jediným kdo disponoval podpisovým právem k potřebným úkonům byl Kaderka, který se však nacházel ve vazební cele. Původně zrušený Advantage Cars Prague Open 2025 na Štvanici se podařilo odehrát, stejně jako ostravský challenger.